# Mosfilm
Mosfilm (ros. Мосфильм) – największa radziecka i rosyjska wytwórnia filmowa, założona w 1920 w Moskwie.

## Historia
Założona została w Moskwie w 1920 na bazie dwóch znacjonalizowanych, przedrewolucyjnych wytwórni filmowych – „La Societe A. Khanjonkoff & Co.” i „La Société Ermolieff-Cinéma”. Nazwę „Mosfilm” otrzymała w 1935 roku. Jej słynnym emblematem jest rzeźba „Robotnik i kołchoźnica” Wiery Muchinej i Borysa Jofana, która po raz pierwszy pojawiła się w czołówce filmu Wiosna (1947) Grigorija Aleksandrowa.
W okresie ZSRR zrealizowano w niej ponad 2500 filmów, z których wiele weszło do klasyki kina światowego. Po rozpadzie ZSRR wytwórnia stała się quasi-prywatnym przedsiębiorstwem (Fiedieralnoje Gosudarstwiennoje Unitarnoje Priedprijatije).
Od 1998 dyrektorem generalnym i prezesem zarządu „Mosfilmu” jest Karen Szachnazarow.

## Wybrane filmy
- Pancernik Potiomkin (1925)
- Świat się śmieje (1934)
- Aerograd (1935)
- Aleksander Newski (1938)
- Wołga-Wołga (1938)
- Minin i Pożarski (1939)
- Lecą żurawie (1957)
- Ballada o żołnierzu (1959)
- Mały marzyciel (1960)
- Dziecko wojny (1962)
- Ballada huzarska (1962)
- Chodząc po Moskwie (1963)
- Ja, Kuba (1964)
- Złodziej samochodów (1966)
- Wij (1967)
- Wojna i pokój (1967)
- Bracia Karamazow (1968)
- Brylantowa ręka (1969)
- Wyzwolenie (1969)
- Andriej Rublow (1971)
- Solaris (1972)
- Zwierciadło (1974)
- Dersu Uzała (1975)
- Syberiada (1978)
- Stalker (1979)